# Driscoll Island
Driscoll Island ist eine schmale und 26 km lange Insel vor der Saunders-Küste des westantarktischen Marie-Byrd-Landes. Sie liegt inmitten der Block Bay.
Eine Teilkartierung der Insel erfolgte anhand von Luftaufnahmen, die am 5. Dezember 1929 im Zuge der US-amerikanischen Byrd Antarctic Expedition (1928–1930) entstanden. Der United States Geological Survey kartierte sie komplett im Zeitraum zwischen 1959 und 1965. Das Advisory Committee on Antarctic Names benannte sie 1966 nach Lawrence J. Driscoll Jr. (* 1926), Bootsmannsmaat auf dem Eisbrecher USS Glacier beim Einsatz entlang dieser Küste zwischen 1961 und 1962.